# Juan Hernández Sierra
Juan Hernández Sierra (* 16. März 1969 in Guane, Pinar del Río) ist ein ehemaliger kubanischer Boxer, der viermal Amateurweltmeister im Weltergewicht war.

## Laufbahn
Seinen ersten bedeutenden internationalen Titel gewann Hernández 1987 in Havanna, als er Juniorenweltmeister im Leichtgewicht wurde. Er besiegte dort im Finale Kostya Tszyu aus der Sowjetunion.
1988 und 1989 verlor er beim Chemiepokal gegen Siegfried Mehnert. Seine vier Sieg bei Weltmeisterschaften gelangen ihm 1991 in Sydney (Finalsieg über Andreas Otto), 1993 in Tampere (9:3 Punkt-Finalsieg über den Litauer Vitalijus Karpačiauskas, im Halbfinale schaltete er den Ahlener Andreas Otto mit 11:4 aus.), 1995 in Berlin (Finalsieg über Oleg Saitow) und 1999 in Houston. Bei der WM 1997 in Budapest unterlag er dem Russen Saitow im Halbfinale.
Bei den Weltmeisterschaften 1999 wertete das Kampfgericht das Finale gegen Timur Gaidalow, Russland, zunächst für diesen, machte das  Urteil jedoch nach Protest Kubas und Abreise der gesamten kubanischen Delegation rückgängig und wertete den Kampf für Hernández.
Etwas weniger erfolgreich waren seine Auftritte an Olympischen Spielen, es gelang ihm bei drei Teilnahmen keine Goldmedaille. 1992 in Barcelona scheiterte er im Finale am Iren Michael Carruth und musste sich mit Silber zufriedengeben. 1996 in Atlanta errang er nach einer Finalniederlage gegen Saitow erneut Silber und 2000 in Sydney scheiterte er bereits im Viertelfinale am späteren Sieger Jermachan Ibraimow aus Kasachstan.
Hernández war von 1990 bis 1997 sowie 2000 kubanischer Meister im Weltergewicht. Weitere Erfolge waren unter anderem je zwei Siege bei den Zentralamerika- und Karibikspielen (1990 und 1993), den Panamerikanischen Spielen (1991 und 1999) und bei Weltcup-Turnieren (1990 und 1998).